# Brachys lebasii
Brachys lebasii es una especie de escarabajo barrenador metálico del género Brachys, categorizada en la tribu Trachyini, de la subfamilia Agrilinae.

## Distribución
Se distribuye por América del Sur: Colombia.

## Taxonomía
Fue descrita científicamente por Gory & Laporte en 1840.